# Hovön-Alnöns naturreservat
Hovön-Alnöns naturreservat ligger i Ängsfjärdens norra del i Börstil socken och Östhammars kommun i Uppland. Den största ön, Alnön, präglas av hällmarker, med lerigare områden som utnyttjats för odling. Området är präglat av långvarigt bete, som gynnat ängs- och hagmarksväxter som jungfrulin, kattfot och solvända. De grunda vikarna mellan öarna utgör häckplatser för sjöfågel, bland annat brunand. De mindre öarna, Hovören, Skansören och Bergskäret, är bergiga och ganska höga, och i huvudsak bevuxna med hällmarkstallskog.